# إدموند
إدموند (بالإنجليزية: Edmond, Oklahoma) هي مدينة تقع بولاية أوكلاهوما في الولايات المتحدة. تبلغ مساحة هذه المدينة 227.8 (كم²)، وترتفع عن سطح البحر 367 م، بلغ عدد سكانها 81405 نسمة في عام 2010 حسب إحصاء مكتب تعداد الولايات المتحدة.

## التركيبة السكانية
حدّد مكتب تعداد الولايات المتحدة بيانات التركيبة السكانية لإدموند في تعداد الولايات المتحدة. في ما يلي، التركيبة السكانية حسب تعدادي 2000 و2010.

### تعداد عام 2000
بلغ عدد سكان إدموند 68,315 نسمة بحسب تعداد عام 2000، وبلغ عدد الأسر 25,256 أسرة وعدد العائلات 18,597 عائلة مقيمة في المدينة. في حين سجلت الكثافة السكانية 300.2 نسمة لكل كيلومتر مربع (777.5/ميل2). وبلغ عدد الوحدات السكنية 26,380 وحدة بمتوسط كثافة قدره 115.9 لكل كيلومتر مربع (300.2/ميل2).
وتوزع التركيب العرقي للمدينة بنسبة 86.58% من البيض و4.04% من الأمريكيين الأفارقة و2.27% من الأمريكيين الأصليين و3.26% من الأمريكيين ذوي الأصول الآسيوية و0.08% من سكان جزر المحيط الهادئ و0.90% من الأعراق الأخرى و2.87% من عرقين مختلطين أو أكثر و2.75% من الهسبانيون أو اللاتينيون من أي عرق.
بلغ عدد الأسر 25,256 أسرة كانت نسبة 40.9% منها لديها أطفال تحت سن الثامنة عشر تعيش معهم، وبلغت نسبة الأزواج القاطنين مع بعضهم البعض 61.9% من أصل المجموع الكلي للأسر، ونسبة 9.1% من الأسر كان لديها معيلات من الإناث دون وجود شريك، بينما كانت نسبة 2.6% من الأسر لديها معيلون من الذكور دون وجود شريكة وكانت نسبة 26.4% من غير العائلات. تألفت نسبة 20.6% من أصل جميع الأسر من عدة أفراد يعيشون في نفس المنزل ونسبة 6.1% كانت تتألف من شخص يعيش بمفرده يبلغ من العمر 65 عاماً أو أكثر. وبلغ متوسط حجم الأسرة المعيشية 2.63، أما متوسط حجم العائلات فبلغ 3.08.
بلغ العمر الوسطي للسكان 33.6 عاماً. وكانت نسبة 27.4% من القاطنين تحت سن الثامنة عشر، وكانت نسبة 9.8% بين الثامنة عشر والرابعة والعشرين عاماً، ونسبة 29.4% كانت واقعةً في الفئة العمرية ما بين الخامسة والعشرين والرابعة والأربعين عاماً، ونسبة 22.7% كانت ما بين الخامسة والأربعين والرابعة والستين، ونسبة 7.9% كانت ضمن فئة الخامسة والستين عاماً فما فوق. يوجد لكل 100 أنثى 95.0 ذكر، ويوجد لكل 100 أنثى في الثامنة عشر من عمرها فما فوق 91.2 ذكر.
بلغ متوسط دخل الأسرة في المدينة 54,556 دولارًا، أما متوسط دخل العائلة فبلغ 65,230 دولارًا. وكان متوسط دخل الذكور 46,833 دولارًا مقابل 28,231 دولارًا للإناث. وسجل دخل الفرد الخاص بالمدينة 26,517 دولارًا. وكانت نسبة 4.4% من العائلات ونسبة 7.2% من السكان تحت خط الفقر، وكان من هؤلاء نسبة 6.4% تحت سن الثامنة عشر ونسبة 5.3% في الخامسة والستين من العمر وما فوق.

### تعداد عام 2010
بلغ عدد سكان إدموند 81,405 نسمة بحسب تعداد عام 2010، وبلغ عدد الأسر 31,475 أسرة وعدد العائلات 21,782 عائلة مقيمة في المدينة. في حين سجلت الكثافة السكانية 357.7 نسمة لكل كيلومتر مربع (926.4/ميل2). وبلغ عدد الوحدات السكنية 33,178 وحدة بمتوسط كثافة قدره 145.8 لكل كيلومتر مربع (377.6/ميل2).
وتوزع التركيب العرقي للمدينة بنسبة 82.60% من البيض و5.53% من الأمريكيين الأفارقة و2.62% من الأمريكيين الأصليين و3.22% من الأمريكيين ذوي الأصول الآسيوية و0.13% من سكان جزر المحيط الهادئ و1.76% من الأعراق الأخرى و4.15% من عرقين مختلطين أو أكثر و5.09% من الهسبانيون أو اللاتينيون من أي عرق.
بلغ عدد الأسر 31,475 أسرة كانت نسبة 34.2% منها لديها أطفال تحت سن الثامنة عشر تعيش معهم، وبلغت نسبة الأزواج القاطنين مع بعضهم البعض 56.2% من أصل المجموع الكلي للأسر، ونسبة 9.6% من الأسر كان لديها معيلات من الإناث دون وجود شريك، بينما كانت نسبة 3.4% من الأسر لديها معيلون من الذكور دون وجود شريكة وكانت نسبة 30.8% من غير العائلات. تألفت نسبة 23.2% من أصل جميع الأسر من عدة أفراد يعيشون في نفس المنزل ونسبة 7.6% كانت تتألف من شخص يعيش بمفرده يبلغ من العمر 65 عاماً أو أكثر. وبلغ متوسط حجم الأسرة المعيشية 2.54، أما متوسط حجم العائلات فبلغ 3.02.
بلغ العمر الوسطي للسكان 34.8 عاماً. وكانت نسبة 24.8% من القاطنين تحت سن الثامنة عشر، وكانت نسبة 12.9% بين الثامنة عشر والرابعة والعشرين عاماً، ونسبة 24.6% كانت واقعةً في الفئة العمرية ما بين الخامسة والعشرين والرابعة والأربعين عاماً، ونسبة 26.7% كانت ما بين الخامسة والأربعين والرابعة والستين، ونسبة 11.1% كانت ضمن فئة الخامسة والستين عاماً فما فوق. وتوزع التركيب الجنسي للسكان بنسبة 48.4% ذكور و51.6% إناث.

## أعلام
- برايت دايك
- هيو ديفور
- ستيفن بيري
- تشارلي هاس
- مات دونوفان
- بيت دارسي
- هايلي مكفارلاند
- إيرل إيفانز
- فيل بال
- ديك بومان

## وصلات خارجية
- edmondok.com
- The US50 - Cities and Towns in Oklahoma State